# Bahnhof Calvörde

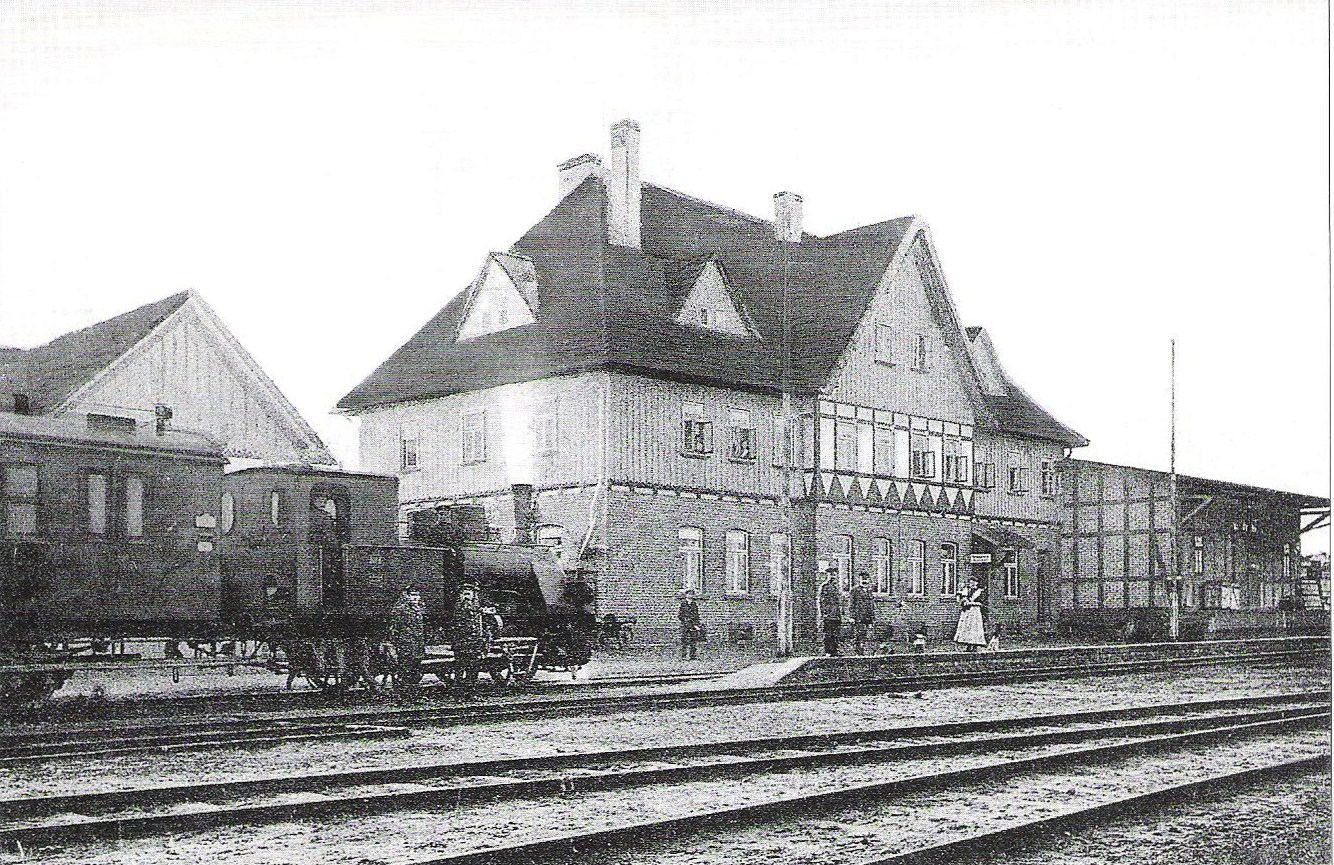
Der Bahnhof 1910

Der Bahnhof Calvörde ist ein ehemaliger Bahnhof in Calvörde. Das denkmalgeschützte Bahnhofsgebäude ist heute noch erhalten.

## Bahnhofsgebäude
Das 1907 errichtete Empfangsgebäude des Bahnhofs in Calvörde ist ein städtisch dominantes Bauwerk mit ehemaligen Wartesaal und Wohnräumen darüber. Der mächtige Baukörper ist mit einem Mittelrisaliten gegliedert, hat charakteristische Steildächer sowie Holzverkleidungen im Obergeschoss. Die Außenwände zeichnen sich durch reiche Materialvielfalt (Haussteinsockel, Klinker und Holz) aus. Bemerkenswert ist die Verquickung von Heimatstilelementen.
Dieses Bahnhofsgebäude ist technikgeschichtlich von Belang und vom Erscheinungsbild ein einzigartiger Bau im Landkreis Börde. Als die Kleinbahnstrecke Wegenstedt–Calvörde um 1909 voll im Betrieb stand, befanden sich neben dem Wartesaal auch eine Gaststätte im Bahnhof sowie ein Fahrkartenschalter.
Nach der endgültigen Stilllegung am 24. September 1966 wurde das Gebäude als Wohnhaus und als Kindergarten genutzt. Heute befindet sich der Calvörder Hort im denkmalgeschützten Bahnhofsgebäude.